# Catalunya über alles!
Catalunya über alles! és una pel·lícula catalana dirigida per Ramon Térmens i coescrita amb Daniel Faraldo que tracta sobre la immigració, la intolerància i els extremismes demagògics.
Al XIV Festival de Cinema de Màlaga va obtenir el Premi Especial del Jurat, el del Jurat Jove i una Menció especial per a Babou Cham i al Festival Internacional de Cinema de Sant Sebastià va guanyar el Premi al millor film de caràcter social. L'actriu Vicky Peña va guanyar Premi Gaudí a la millor interpretació femenina secundària. Es va estrenar a les sales comercials a finals de setembre de 2011. Aquesta pel·lícula, rodada a Almacelles (Segrià), va ser la darrera en la qual va participar l'actor Jordi Dauder.

## Argument
Tres històries situades a la Catalunya interior tracten sobre la immigració, la intolerància i els extremismes demagògics. Un expresidiari afronta els canvis socials al poble amb l'arribada de la immigració així com l'actitud d'un polític envers tot això. Un immigrant que treballa de "cobrador del frac" haurà de seguir un polític contrari a la immigració. Un home adinerat mata un lladre que havia entrat a casa seva i s'obre el debat social sobre la seva actitud.

## Repartiment
- Joel Joan: empresari
- Jordi Dauder: polític
- Gonzalo Cunill: nou veí
- Babou Cham: cobrador català
- Vicky Peña: mare nou veí
- Àngels Bassas: exnòvia
- Boris Ruiz: mànager
- Belén Fabra: dona empresari
- Jean Claude Ricquebourg: Artan Musaraj

## Premis i nominacions

### Premis
- 2011. Premi al millor film de caràcter social - VII premi Ciudad de San Sebastián Film Commission - Festival Internacional de Cinema de Sant Sebastià.[4]
- 2011. Biznaga de Plata Premi Especial del Jurat Festival de Málaga 2011.
- 2011. Biznaga de Plata Premi Jove a la Millor Pel·lícula Festival de Málaga 2011.
- 2011. Menció Especial a l'actor Babou Cham Festival de Málaga 2011.
- 2012. Gaudí a la millor interpretació femenina secundària per a Vicky Peña
- 2012. Millor llargmetratge del Festival Internacional de Cinema en Català.[7]

### Nominacions
- 2012. Gaudí a la millor pel·lícula en llengua catalana per a Ramon Térmens
- 2012. Gaudí a la millor interpretació femenina secundària per a Vicky Peña
- 2012. Gaudí a la millor interpretació femenina secundària per a Belén Fabra
- 2012. Gaudí a la millor interpretació masculina secundària per a Jordi Dauder
- 2012. Gaudí al millor guió per a Daniel Faraldo i Ramon Térmens

## Festivals
Entre d'altres, la pel·lícula es va poder veure al Festival Internacional de Cinema de Sant Sebastià, al XIV Festival de Cinema de Màlaga, al Festival des films du monde de Mont-real, al London Spanish Film Festival i a la Pantalla Pinamar de l'Argentina.

## Crítica
- "Què significa "über alles!" L'explicació és molt senzilla: és una expressió alemanya que vol dir "per sobre de tot". Formava part de l'himne alemany (Deutschland, Deutschland über alles) que van popularitzar els nazis. El discurs xenòfob ha calat a Catalunya (sobretot en el seu interior) i qui no ho vulgui veure és perquè porta una bena als ulls."[9]
- "Catalunya Über Alles destapa la caixa dels trons i assenyala una de les xacres més purulentes de la societat catalana actual: el racisme i la intolerància creixents que emparen la puixança de les formacions d'extrema dreta. Térmens no ha necessitat fer cap investigació prèvia per documentar el retrat d'aquest poble on uns immigrants de l'Àfrica subsahariana parlen català en la intimitat amb naturalitat.[10]